# Nari Shakti Puraskar
Le prix Nari Shakti Puraskar, littéralement, en français : Prix du pouvoir des femmes, précédemment appelé Stree Shakti Puraskar, est la plus haute récompense civile indienne pour la reconnaissance des réalisations et des contributions des femmes. Les prix sont remis par le président de l'Inde, chaque année le 8 mars, à l'occasion de la Journée internationale des femmes, au Rashtrapati Bhavan à New Delhi.
Le prix Nari Shakti Puraskar est décerné aux femmes, aux institutions publiques et privées et aux services publics pour leur activisme et ou leur contribution à la cause de l'autonomisation des femmes. Le prix, institué en 1999, par le ministère du Développement de la femme et de l'enfant (en) du gouvernement de l'Inde, est décerné dans six catégories institutionnelles et deux catégories individuelles,.
Le prix est assorti d'une récompense de 100 000 roupies indiennes en espèces et d'une citation.
Pour l'année 2012, le prix a été décerné, à titre posthume, à Jyoti Singh Pandey, la victime du viol collectif de New Delhi, commis la même année.

## Liste des lauréates

### 1999
- Chinna Pillai (en)

### 2001
- Satya Rani Chadha (en) de Delhi
- Mukta P. Dagli du District de Surendranagar au Gujarat
- Thamma Pawar du District de Thane au Maharashtra
- Mah-Naaz Warsi de Kolkata au Bengale-Occidental
- Sumani Jhodia du District de Rayagada en Orissa

### 2013
- Manasi Pradhan
- M. Venkaiah
- Bina Sheth Lashkari
- T. Radha
- K. Prashanti
- Vartika Nanda (en)
- Seema Sakhare

### 2014
- Rashmi Anand
- Nanditha Krishna (en)
- Laxmi Gautam
- Neha Kirpal (en)
- Latika Thukral (en)
- Sailakshmi Balijepally (en)
- P. Kausalya
- Swaraj Vidwan (en)

### 2015
- Lucy Kurien
- Saurabh Suman (en)
- Basanti Devi (en)
- Suparna Baksi Ganguly
- Meena Sharma
- Preeti Patkar
- Uttara Padwar (en)
- Polumati Vijaya Nirmala
- Vasu Primlani (en)
- Sujata Sahu
- Jyoti Mhapsekar (en)
- Sumita Ghosh (en)
- Anjali Sharma (en)
- Krishna Yadav
- Shakuntala Majumdar (en)

### 2016
- État du Rajasthan
- Chhanv Foundation (Sheroes Café), Delhi
- Mizo Hmeichhe Insuihkhawm Pawl (M.H.I.P), Mizoram
- Sadhana Mahila Sangha, Karnataka
- Shikshit Rojgar Kendra Prabandhak Samiti, Rajasthan
- Tripunithura Kathakali Kendram Ladies Troupe, Kerala
- Amruta Patil, Goa
- Amala Akkineni, Telangana
- Anatta Sonney, Karnataka (Joint Award)
- Anoyara Khatun, Bengale-Occidental
- B. Codanayaguy (en), Pondichéry
- Bano Haralu (en), Nagaland
- Deepa Mathur, Rajasthan
- Divya Rawat, Uttarakhand
- Ilse Kohler-Rollefson, Rajasthan
- Janki Vasant, Gujarat
- Kalpana Shankar, Tamil Nadu
- Kalyani Pramod Balakrishnan, Tamil Nadu
- Mumtaz M. Kazi, Mahrashatra
- Nandita Shah, Tamil Nadu
- Pallavi Fauzdar, Delhi
- Pamela Malhotra (en), Karnataka
- Qamar Dagar (en), Delhi
- Reema Sathe, Maharashtra
- Ringyuichon Vashum, Manipur
- Sangita Iyer (en), Kerala
- Smita Tandi, Chhattisgarh
- Sumitra Hazarika, Assam
- Sunita Singh Choken, Haryana
- Subha Varier (en), Kerala
- Tiasa Adhya, Bengale-Occidental
- V. Nanammal, Tamil Nadu
- Zuboni Humtsoe (en), Nagaland

### 2017
- Gargi Gupta (en)
- Sindhutai Sapkal (en)
- Gauri Maulekhi (en)
- Navika Sagar Parikrama (en)
- Dr. Malvika Iyer (en)
- R Umadevi Nagaraj (en)
- Thinlas Chorol (en)
- S. Siva Sathya
- Bharti Kashyap (en)
- Beti Zindabad Bakery
- Mittal Patel
- Sabarmatee
- Jayamma Bandari
- K. Syamalakumari
- Vanastree

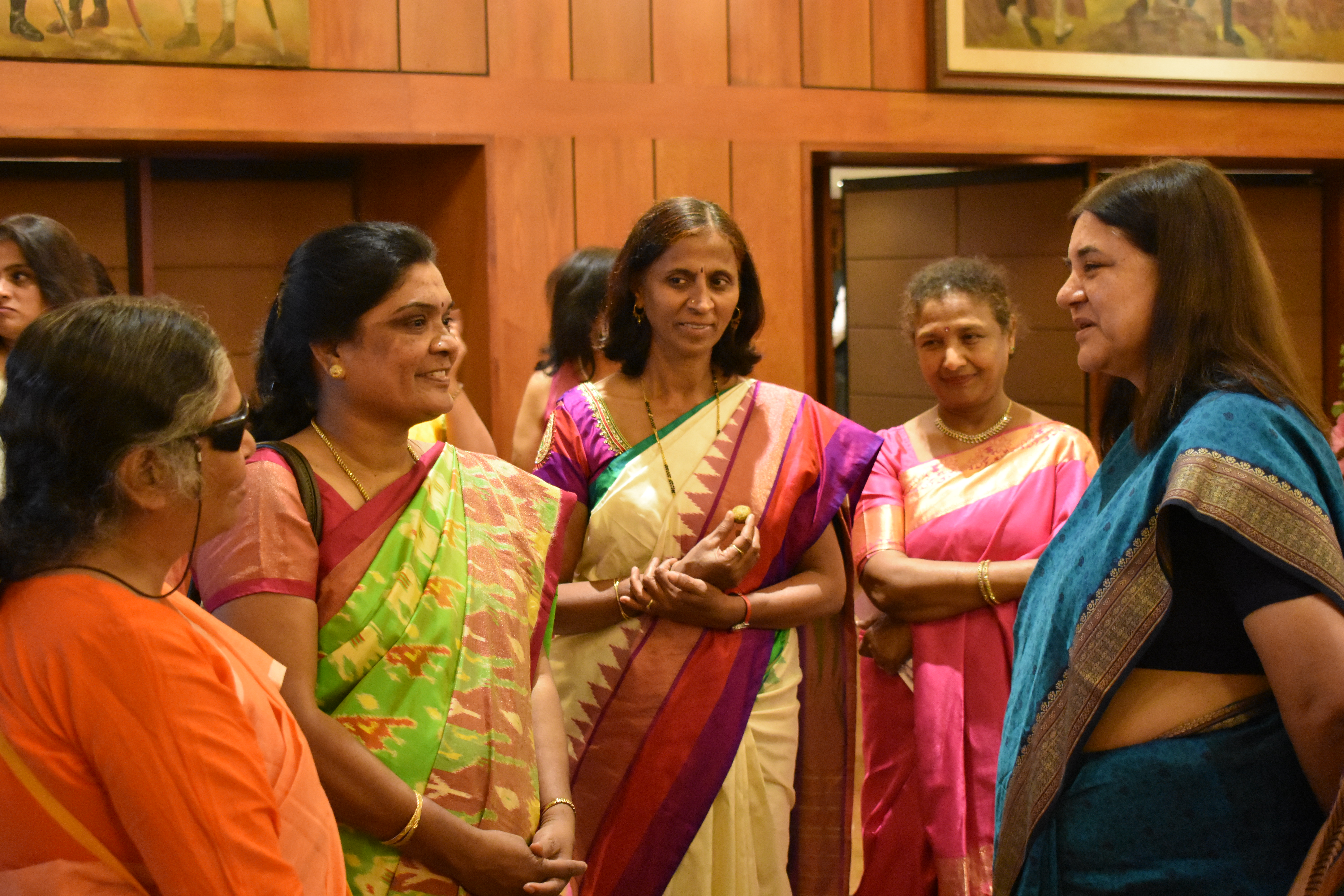
Gargi Gupta et d'autres lauréates du prix Nari Shakti Puraskar en 2017, avec la ministre Maneka Gandhi.

- Lizymol Philipose Pamadykandathil (en)
- Chirom Indira
- Urmila Balawant Apte
- Deepika Kundaji
- Purnima Barman
- Dr. Anita Bharadwa
- Ambica Beri
- Pushpa Girimaji (en)
- Avani (organisation)
- Shrujan
- Dr. C.K. Durga
- Rekha Mishra
- Mehvish Mushtaq (en)
- Karuna Society for Animals and Nature
- One Stop Centre, Raipur
- Millet Network of India
- État du Punjab
- Madhu Jain
- Jetsun Pema
- M.S. Sunil
- Sheela Balaji
- Anuradha Krishnamoorthy and Namrata Sundaresan
- Gita Mittal (en)

### 2018
- A. Seema
- Anshu Khanna (en)
- Anu Malhotra (en)
- Anuradha N. Naik
- Chetna Gala Sinha (en)
- Darshana Gupta
- Devaki Amma
- Didi Contractor (en)
- Gowri Kamakashi
- Hekani Jakhalu (en)
- Ipsita Biswas (en)
- Iti Tyagi
- Kagganapalli Radha Devi
- Kalpana Saroj (en)
- Lalita Vakil (en)
- Madhuri Barthwal
- Manju Manikuttan
- Meenakshi Pahuja (en)
- Mini Vasudevan (en)
- Munuswamy Shanthi
- Neelam Sharma (en)
- Nomita Kamdar
- Pamela Chatterjee (en)
- Pragya Prasun
- Priyamvada Singh (en)
- Pushpa Preeya (en)
- Rahibai Soma Popere (en)
- Rajani Rajak
- Reshma Nilofer Naha
- Rhea Mazumdar Singhal (en)
- Ruma Devi (en)
- Seema Rao
- Sister Shivani (en)
- Smriti Morarka (en)
- Snehlata Nath
- Sonia Jabbar
- Sujatha Mohan
- Sunita Devi
- Twinkle Kalia (en)
- Urmi Basu

### 2019
- Padala Bhudevi (en)
- Bina Devi (en)
- Arifa Jan (en)
- Chami Murmu
- Nilza Wangmo (en)
- Rashmi Urdhwareshe (en)
- Sardarni Mann Kaur (en)
- Kalavati Devi (en)
- Tashi Malik (en) et Nungshi Malik (en)
- Kaushiki Chakroborty (en)
- Karthyayani Amma et Bhageerathi Amma
- Avani Chaturvedi
- Bhawana Kanth
- Mohana Singh (en)